# Escuela Catedralicia de Upsala

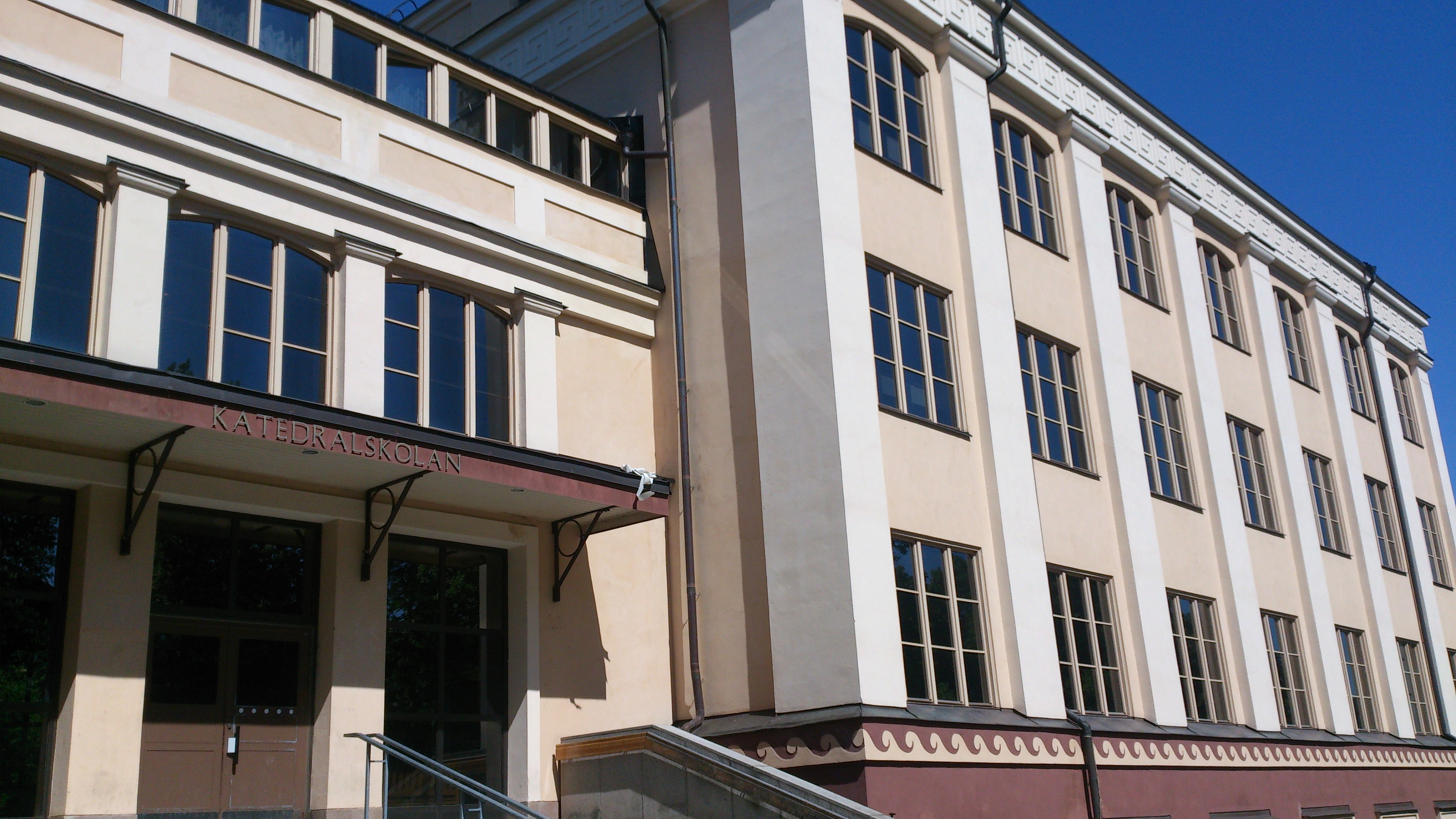
El edificio institucional con la entrada de cristal

Katedralskolan (literalmente “la Escuela de la Catedral” en sueco) es un instituto de educación secundaria (bachillerato) en Uppsala Suecia.  El instituto se fundó en 1246 y es el instituto más antiguo en Uppsala, y uno de los más antiguos en Suecia.

## Historia
Desde la Edad Media hasta el siglo XX la educación enfoció en tres temas: la gramática, la dialéctica y la retórica. En 1865, los primeros estudiantes se graduaron del instituto. En esta época el instituto se llamaba Högre allmänna läroverket, un nombre que fue usado hasta 1962.

## Edificios
Las instalaciones actuales está situados en el barrio Luthagen. El edificio original fue diseñado por Fredrik Vilhelm Scholander y fue inaugurado en 1869. Después de esto el instituto ha sido extendido dos veces, primero con institutionsbyggnaden literalmente “El Edificio Institucional” en sueco”) con comodidades para las ciencias naturales, y segundo con annexet (Literalmente “El Anexo” en sueco). Cuando el instituto se fundó fue considerado estar demasiado lejos de la ciudad, lo que condujo a la construcción de Hagalunds bro (Literalmente “El puente de Hagalund” en sueco) encima del río Fyrisån. 

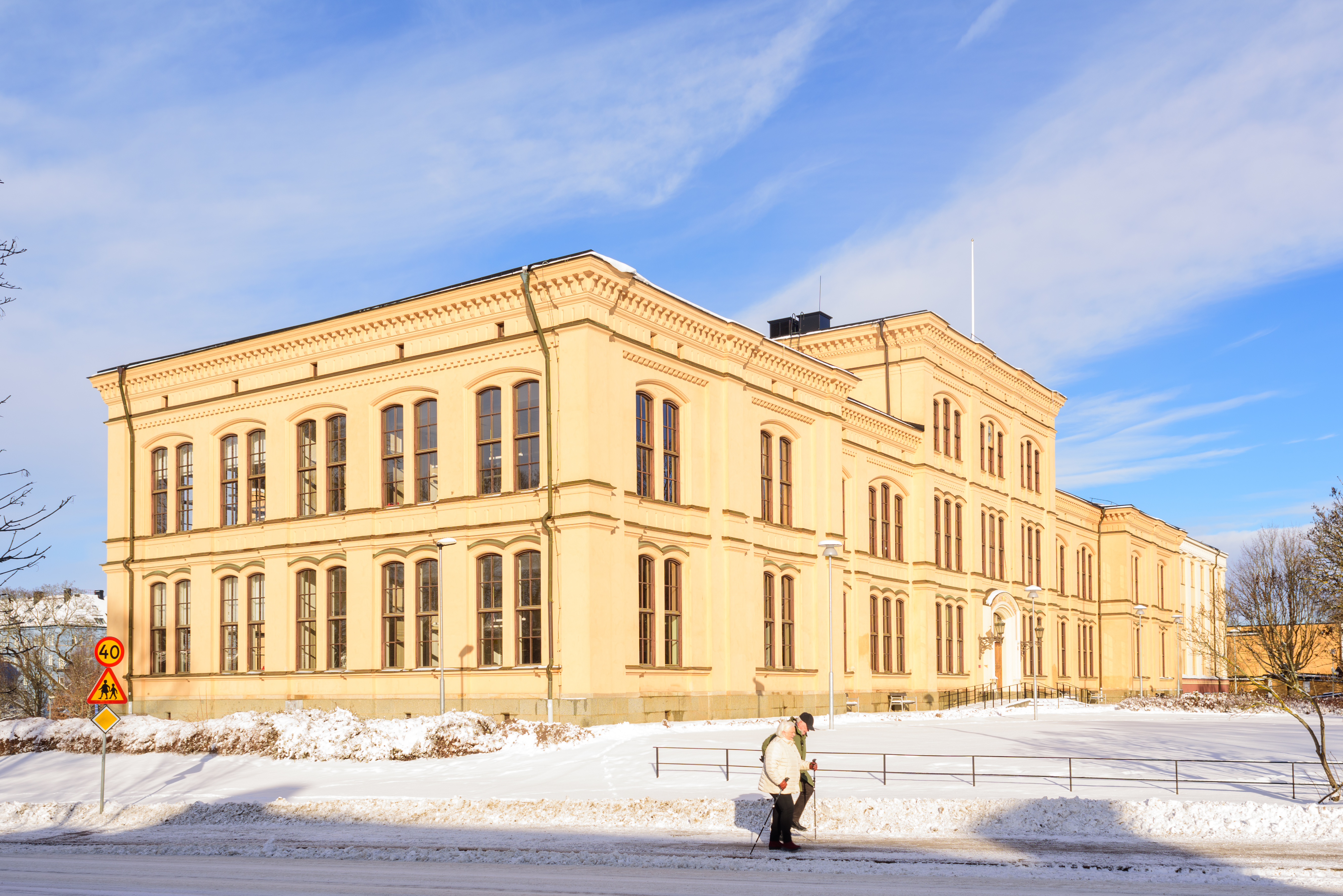
El edificio principal de Katedralskolan
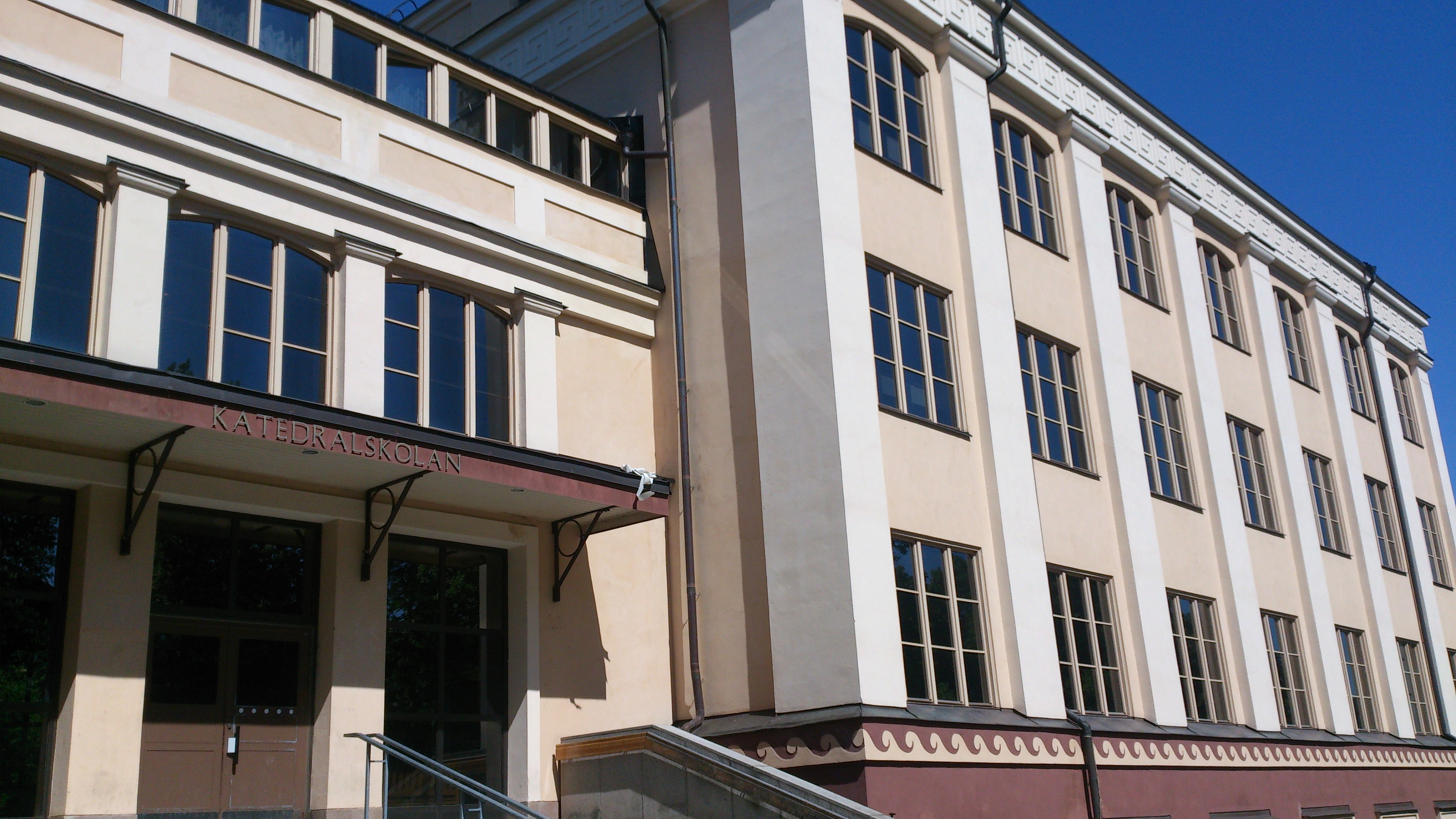
Entrada de cristal
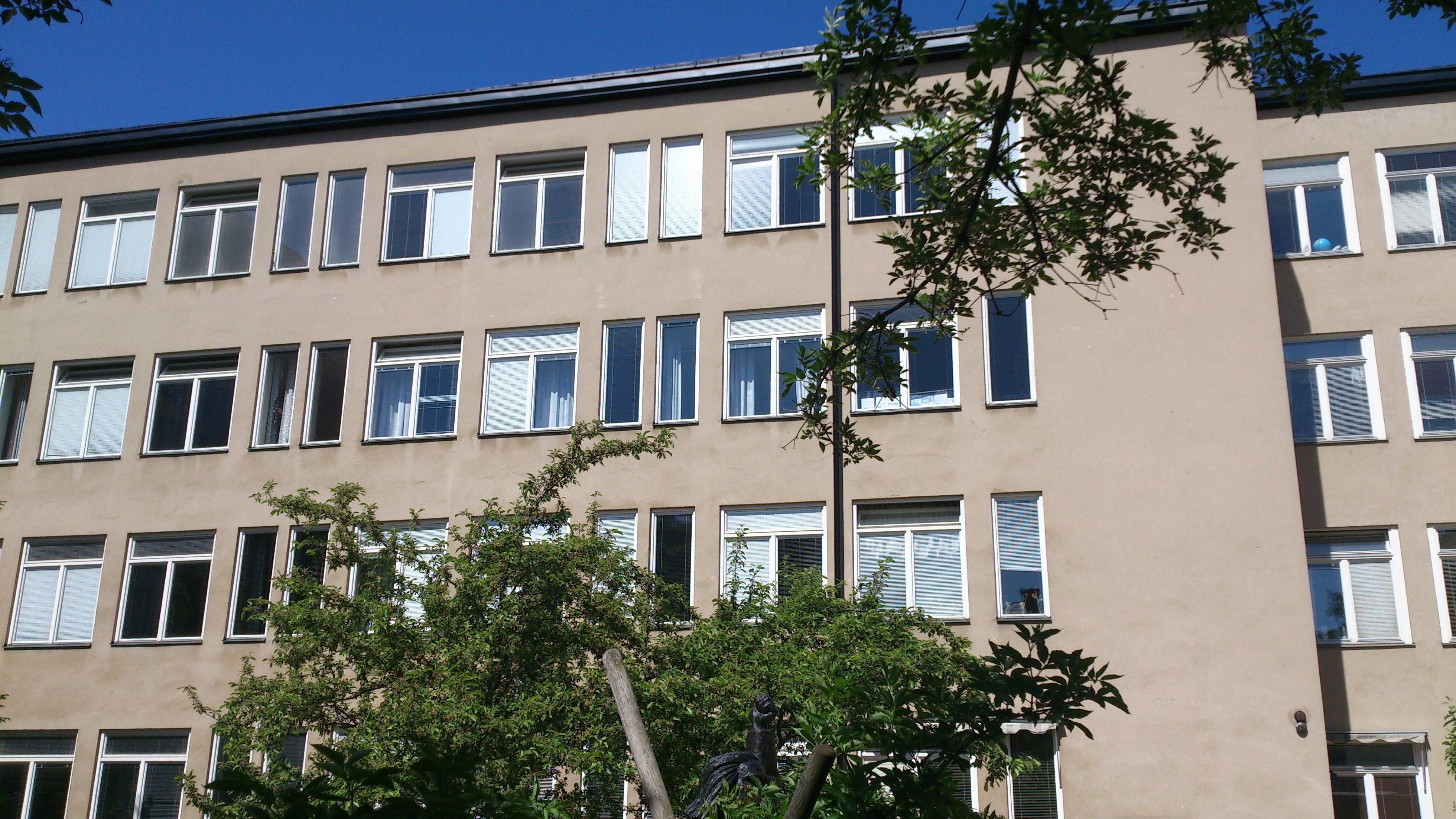
Anexos

## Alumnos notables
- Svante Arrhenius (Premio Nobel de química[2])
- Dag Hammarskjöld (Presidente de las Naciones Unidas y premio Nobel de la paz)
- Ebba Busch Thor (Presidente del partido Kristdemokraterna en Suecia)
- Hans Rosling (profesor en salud international)
- Kai Siegbahn (Premio Nobel de física)
- Hugo Stenbeck (fundador de Kinnevik)
- Gustavo Vasa (rey de Suecia entre los años 1523 y 1560)
- Niklas Zennström (fundador de Skype)
- Hans Blix (presidente de United Nations Monitoring, Verification and Inspection Commission)